# Dolichognatha mandibularis
Dolichognatha mandibularis är en spindelart som först beskrevs av Tord Tamerlan Teodor Thorell 1894.  Dolichognatha mandibularis ingår i släktet Dolichognatha och familjen käkspindlar. Inga underarter finns listade i Catalogue of Life.